# Aalborg
Aalborg o Ålborg és una ciutat danesa de la península de Jutlàndia, és la capital de la regió de Jutlàndia Septentrional i del municipi d'Aalborg, creats l'1 de gener del 2007 com a part d'una reforma territorial. L'any 2009 tenia 122.461 habitants, essent la quarta ciutat del país després de Copenhaguen, Aarhus i Odense. Els primers assentaments daten de principis del segle viii, el seu emplaçament a la riba del Limfjord en feu un port important durant l'edat mitjana i un gran centre industrial i manufactuer més tard. Actualment està experimentant una transició i s'està passant d'una ciutat eminentment industrial a una altra que vol ser un centre el centre cultural i científic, en gran part gràcies a la presència i la influència de la Universitat d'Aalborg que va ser fundada l'any 1974.
La ciutat és la seu d'un bisbat de l'Església Nacional Danesa (en danès Den Danske Folkekirke o també Folkekirken, Església del poble), una església luterana encapçalada per la reina Margarida II de Dinamarca.

## Història
La història d'Aalborg va començar fa més de mil anys. La ciutat va ser fundada per servir com a centre d'intercanvi comercial, explotant la seva situació favorable al Limfjord. Les ruïnes de dos antics assentaments i un cementiri es troben a Lindholm Hoje, un turó que domina la ciutat. La mida d'aquests assentaments donen una idea de la importància d'aquest lloc.
La primera menció històrica d'Aalborg, sota el seu nom antic d'Alabu, és a una moneda datada el 1040. Una forma alternativa d'escriure el nom antic de la ciutat fou Alebu, una traducció aproximada podria ser el lloc (habitat) prop del riu.
Durant l'edat mitjana, Aalborg va prosperar i es va convertir en una de les ciutats més grans de Dinamarca. La seva riquesa i benestar va ser incrementada quan el 1516 va aconseguir el monopoli de la producció i venda de l'areng salat. La pesca de l'areng va lligar Aalborg amb la costa est d'Anglaterra a través del Mar del Nord per mitjà dels intercanvis comercials i culturals.
El 1342 Aalborg va rebre el privilegi de ciutat i el 1554 va esdevenir la seu d'un bisbat.
El 1940, durant la invasió alemanya de Dinamarca en el marc de l'Operació Weserübung, l'aeròdrom d'Aalborg va ser capturat ràpidament per paracaigudistes alemanys i es considera que Aalborg va ser la primera ciutat a ser conquerida per paracaigudistes. L'aeròdrom va ser crucial per a la força aèria nazi per a poder arribar a Noruega.
A la història més recent Aalborg ha adquirit una certa importància internacional quan del 24 al 27 de maig del 1994 va ser la seu de la primera Conferència Europea sobre Ciutats Sostenibles, que és coneguda com a Conferència d'Aalborg, de la qual va sortir la Carta d'Aalborg, també anomenada Carta de les ciutats europees per al desenvolupament durador i sostenible.